# 2S19 므스타-S
MSTA-S 2S19는 러시아의 자주포이다.

## 개발
소련은 '포병은 전장의 신이다'를 계승하여 엄청난 물량의 자주포와 견인포, 다연장로켓포 등을 보유하고 있었다. 그러나 기존 자주포들은 서방의 M109 자주포등과 비교했을 때, 발사속도와 사거리 등에서 매우 떨어졌다. 이에 소련은 신형 자주포의 개발하여 우랄트란스마쉬社에서 생산하고 있다. MSTA-S 2S19는 러시아의 최신형 자주포로, 주력이 되어줄 자주포이다.

## 성능
발사속도에 경우, 최대 분당 8발 사격이 가능하다. 서방제 자주포들과 동일한 속도이다. 항속거리도 500km나 되며, T-72 및 T-80 전차의 차체를 이용했기 때문에, 방어력과 기동성이 뛰어나다. 그러나 서방제 자주포들에 비해서 명중률(정확도)과 사거리에서 떨어진다.
미국의 M109 자주포 초기형이 최대 사거리가 24km, 2S19는 보통사거리가 24km였고 발사속도도 M109가 분당 4발, 2S19가 분당 8발로 2S19가 더 성능이 우수했다. 당시엔 최고 자주포 중 하나였다. 그러나 2S19는 M109의 개량형과 PzH 2000, K9 자주포 등에 비해 성능이 떨어진다. 그러나 무시할 수 없는 성능이다.

## 운용국
- 러시아 - 800문 운용 중
- 우크라이나 - 40문 운용 중
- 벨라루스 - 12문 운용 중
- 조지아 - 3문 운용 중(2문은 우크라이나에서 수입)

## 같이 보기
- M109 자주포
- K9 자주포
- PzH 2000